# 内村圭宏
内村 圭宏（うちむら よしひろ、1984年8月24日 - ）は、大分県出身の元サッカー選手。ポジションは攻撃的MF・FW。

## 来歴
8歳でキャプテン翼に憧れサッカーを始める。中学生時代は地元大分のクラブチームで後に清武弘嗣ら多くのJリーガーを排出するカティオーラFCの2期生としてプレー。中学校卒業後には大分の強豪大分高校に進学した。

### 大分高等学校
1年生時に第79回全国高等学校サッカー選手権大会に出場しているが自身の出場機会はなかった。2年生時には第80回全国高等学校サッカー選手権大会にエースとして出場し、同学年の神崎大輔、倉本崇史らと共にチームをベスト8に導く原動力となった。3年生時にはエースとして活躍し第81回全国高等学校サッカー選手権大会に出場。同校の3年連続出場に貢献した。

### 大分トリニータ
2003年、獲得のオファーのあった大分トリニータに入団。大分時代はミッドフィールダー登録だった。プロ1年目のシーズンは当時の監督の小林伸二の意向で早くから出場機会を与えられるも得点を挙げられず、また高松大樹、吉田孝行の牙城は高く公式戦の出場は7試合に留まった。
2004年は監督にハン・ベルガーが就任すると、マグノ・アウベス、根本裕一の加入もあって前年とは一転して出場機会が激減。このシーズンは公式戦2試合の出場のみに留まった。
2005年、プロ3年目のシーズンも前年同様出場機会に恵まれない厳しい時期が続いていたが、8月にシャムスカが新監督に就任するとシーズン終盤から徐々に出場機会を掴むようになり、12月3日J1最終節東京V戦でプロ初ゴールを挙げた。
2006年は戦力として期待され公式戦22試合に出場するも1得点に留まる。梅崎司の台頭もあり、シーズン終了後の翌2007年1月12日に愛媛FCへの期限付き移籍が発表された。大分の在籍4年間で通算公式戦出場は37試合で2得点だった。

### 愛媛FC
2007年、背番号は大分時代と同じ26を与えられミッドフィールダーで登録された。監督の望月一仁の信頼を勝ち取り開幕戦から先発出場。主力選手として多くの試合に出場しツートップの一角を担うようになる。7月1日J2第25節草津戦では移籍後初ゴールを含む2ゴールを挙げ勝利に貢献。以降はコンスタントに得点を重ね年間6ゴールを挙げる活躍を見せた。
2008年、期限付き移籍の延長が発表されこのシーズンも引き続き愛媛で戦う事となった。この年から背番号を8に変更し登録ポジションもフォワードに変更。腰痛の影響もあって出場試合数、得点数こそ前年を下回ったものの年間を通して主力選手として多くの試合で活躍した。11月30日に所属元の大分から来季の契約更新をしない旨が発表され、愛媛に完全移籍を果たした。
2009年はチーム得点王、J2の得点ランキングでも上位に付け大活躍のシーズンとなる。3月8日J2開幕戦水戸戦で2ゴールを挙げたのを皮切りに、続く3月15日J2第2節富山戦でも得点し、一時はチームの成績も首位に躍り出るなど好調な攻撃陣の原動力となった。リーグ戦ではその後もゴールを量産し愛媛の年間総得点の3分の1となる18ゴールを挙げ、チームが下位に沈む中において奮闘し攻撃陣を牽引した。そうした活躍が評価されシーズン終了後の12月7日にコンサドーレ札幌への完全移籍が発表された。札幌から愛媛に移籍が決定した石井謙伍と入れ替わる形での移籍となった。愛媛の在籍3年間で通算公式戦出場は126試合で30得点だった。

### 北海道コンサドーレ札幌
2010年、札幌ではフォワードとして登録され背番号13を背負い、前年の愛媛での活躍もありエースとして期待された。3月21日にはJ2第3節栃木戦で移籍後初ゴールを挙げ勝利に貢献、その後の6月13日J2第17節愛媛戦では前年まで所属した古巣相手に恩返しゴールを決めた（この試合では石井謙伍にも恩返しゴールを逆に決められている）。続く9月11日J2第25節大分戦でも2006年まで所属した古巣相手に逆転ゴールとなる恩返し弾を決め勝利に貢献した。このシーズンは主力選手として多くの試合に出場したものの持病の腰痛の影響もあり調子が上がらず年間を通して5ゴールと物足りない結果に終わった。
2011年はエースに見合う働きを見せ年間を通して12得点を挙げる活躍を見せる。前年からの腰痛の影響が長引いたのと、若手の三上陽輔、横野純貴の台頭もあり、今季初得点は7月9日J2第20節愛媛戦まで持越しとなった。以降はコンスタントに得点を重ね12月3日J2最終節FC東京戦では、負ければJ1昇格を逃す可能性がある中で、2ゴールを挙げ2-1で勝利し、札幌を4年ぶりのJ1昇格へと導いた。
2012年、シーズン序盤は開幕戦から岡本賢明、古田寛幸と2列目のポジションを構成し臨んでいたがチームの成績は振るわず下位に低迷した。この年に加入した前田俊介が長期離脱した事に加え、途中加入のテレが振るわなかった事もあって、夏場以降はワントップで起用される試合が多くなり奮闘したものの、年間で2ゴールしか挙げられずチームもJ2に降格した。
2013年3月3日J2開幕戦千葉戦で決勝ゴールを挙げ、札幌としては実に7年振りとなる開幕戦勝利に貢献した。7月14日J2第24節東京戦から8月4日J2第27節富山戦と、8月21日J2第30節愛媛戦から9月15日J2第33節栃木戦で、札幌に所属した日本人選手としては初めてとなる4試合連続ゴールを2度記録した。
2014年オフに結婚を発表した。
2016年シーズン全試合に出場し11ゴールを決めた。8月14日、J2リーグ第29節のモンテディオ山形戦で史上25人目となるJ2通算300試合出場を達成した。11月12日にフクダ電子アリーナで行われた試合で1-1の後半アディショナルタイム4分20秒に決勝ゴールを決めた。
2018年シーズンは、昨季リーグ11位だったチームが4位でリーグ戦を終えるなどチームが躍進する中で出場機会が減少し、シーズン終了後に契約満了が発表された。

### FC今治
2019年、FC今治へ完全移籍。2020年2月1日、現役を引退すると発表された。

## プレースタイル
愛媛FCに加入した2007年の新加入選手紹介記者会見で内村は「走る部分は自信がないが、これから頑張りたい」と発言しているが、2010年の札幌に移籍後の新体制発表会見では「持ち味は走り回ること」、「走ったら調子が出るタイプ」と発言しており、愛媛時代の当時の監督望月一仁の指導方針が成長を促した。

## 所属クラブ
- 高田SS [1]
- カティオーラFC（大分市立東陽中学校）[1]
- 大分高校[1]
- 2003年 - 2008年  大分トリニータ
  - 2007年 - 2008年  愛媛FC (期限付き移籍)
- 2009年  愛媛FC
- 2010年 - 2018年  コンサドーレ札幌/北海道コンサドーレ札幌
- 2019年  FC今治

## 個人成績
| 国内大会個人成績 | 国内大会個人成績 | 国内大会個人成績 | 国内大会個人成績 | 国内大会個人成績 | 国内大会個人成績 | 国内大会個人成績 | 国内大会個人成績 | 国内大会個人成績 | 国内大会個人成績 | 国内大会個人成績 | 国内大会個人成績 |
| 年度             | クラブ           | 背番号           | リーグ           | リーグ戦         | リーグ戦         | リーグ杯         | リーグ杯         | オープン杯       | オープン杯       | 期間通算         | 期間通算         |
| 年度             | クラブ           | 背番号           | リーグ           | 出場             | 得点             | 出場             | 得点             | 出場             | 得点             | 出場             | 得点             |
| 日本             | 日本             | 日本             | 日本             | リーグ戦         | リーグ戦         | リーグ杯         | リーグ杯         | 天皇杯           | 天皇杯           | 期間通算         | 期間通算         |
| ---------------- | ---------------- | ---------------- | ---------------- | ---------------- | ---------------- | ---------------- | ---------------- | ---------------- | ---------------- | ---------------- | ---------------- |
| 2003             | 大分             | 26               | J1               | 6                | 0                | 1                | 0                | 0                | 0                | 7                | 0                |
| 2004             | 大分             | 26               | J1               | 1                | 0                | 1                | 0                | 0                | 0                | 2                | 0                |
| 2005             | 大分             | 26               | J1               | 5                | 1                | 0                | 0                | 1                | 0                | 6                | 1                |
| 2006             | 大分             | 26               | J1               | 18               | 1                | 4                | 0                | 0                | 0                | 22               | 1                |
| 2007             | 愛媛             | 26               | J2               | 40               | 6                | -                | -                | 2                | 0                | 42               | 6                |
| 2008             | 愛媛             | 8                | J2               | 34               | 4                | -                | -                | 2                | 1                | 36               | 5                |
| 2009             | 愛媛             | 8                | J2               | 47               | 18               | -                | -                | 1                | 1                | 48               | 19               |
| 2010             | 札幌             | 13               | J2               | 28               | 5                | -                | -                | 1                | 0                | 29               | 5                |
| 2011             | 札幌             | 13               | J2               | 27               | 12               | -                | -                | 0                | 0                | 27               | 12               |
| 2012             | 札幌             | 13               | J1               | 27               | 2                | 2                | 0                | 1                | 0                | 30               | 2                |
| 2013             | 札幌             | 13               | J2               | 32               | 17               | -                | -                | 0                | 0                | 32               | 17               |
| 2014             | 札幌             | 13               | J2               | 29               | 5                | -                | -                | 0                | 0                | 29               | 5                |
| 2015             | 札幌             | 13               | J2               | 35               | 7                | -                | -                | 0                | 0                | 35               | 7                |
| 2016             | 札幌             | 13               | J2               | 42               | 11               | -                | -                | 1                | 0                | 43               | 11               |
| 2017             | 札幌             | 13               | J1               | 15               | 0                | 4                | 0                | 1                | 0                | 20               | 0                |
| 2018             | 札幌             | 13               | J1               | 1                | 0                | 5                | 1                | 2                | 0                | 8                | 1                |
| 2019             | 今治             | 13               | JFL              | 26               | 7                | -                | -                | -                | -                | 26               | 7                |
| 通算             | 日本             | 日本             | J1               | 73               | 4                | 17               | 1                | 5                | 0                | 95               | 5                |
| 通算             | 日本             | 日本             | J2               | 314              | 85               | -                | -                | 7                | 2                | 321              | 87               |
| 通算             | 日本             | 日本             | JFL              | 26               | 7                | -                | -                | 0                | 0                | 26               | 7                |
| 総通算           | 総通算           | 総通算           | 総通算           | 413              | 96               | 17               | 1                | 12               | 2                | 432              | 99               |

- Jリーグ初出場 - 2003年4月29日 J1リーグ1stステージ 第6節 vsセレッソ大阪（大分スポーツ公園総合競技場）
- Jリーグ初得点 - 2005年12月3日 J1リーグ 第34節 vs東京ヴェルディ1969（味の素スタジアム）

## 出場大会
- 第80回全国高等学校サッカー選手権大会出場
- 第81回全国高等学校サッカー選手権大会出場

## タイトル

### チーム
北海道コンサドーレ札幌
- J2リーグ（2016年）

### 個人
- Jリーグ月間MVP：1回（2016年5月）